# Oxyopes globifer
Oxyopes globifer là một loài nhện trong họ Oxyopidae.
Loài này thuộc chi Oxyopes. Oxyopes globifer được Eugène Simon miêu tả năm 1876.